# The First Generation
The First Generation is een compilatiealbum van de Britse new wavegroep Sigue Sigue Sputnik uit 1990. Het album bestaat uit een tiental remixes van de bekendere nummers die door de band werden uitgebracht, waaronder "Love Missile F1-11" en "21st Century Boy". Een live-versie en cover van het nummer "Rebel Rebel" door David Bowie uitgebracht in 1974, geheel in de eigen "Sputnik-stijl", sluit het album af. Bowie coverde "Love Missile F1-11" in 2003.

## Nummers
1. "Rockit Miss USA (Black and Bluski)" - 6:57
2. "Sex Bomb Boogie (Tick Tock and Boom!)" - 4:07
3. "21st Century Boy (TV Messiah)" - 3:59
4. "Teenage Thunder (Teenage Mutants)" - 4:53
5. "She's My Man (She Wolves of the S.S.S)" - 4:57
6. "Love Missile F1-11 (A Clockwork Sputnik)" - 4:54
7. "Jayne Mansfield (Blitzkrieg Baby)" - 4:05
8. "Ultra Violence (Senseless Sex and Gratuitous Violence)" - 5:43
9. "Krush Groove Girls (The Meat Hookers of Love)" - 4:23
10. "Rockajet Baby (This Stuff'll Kill Ya)" - 4:27
11. "Rebel Rebel (Zigger Zagger)" (live) - 4:35

## Bezetting
- Martin Degville – Zang
- Tony James – Basgitaar
- Neal X – Elektrische gitaar
- Chris Kavanagh – Drums
- Ray Mayhew – Drums
- "Miss" Yana Yaya – Keyboards